# Livredning (dokumentarfilm fra 1972)
|  | Denne artikel er oprettet af botten Steenthbot ud fra en ekstern database. Den kan derfor have sproglige fejl eller mangler. Denne skabelon kan fjernes efter kontrol af indholdet. |

 For alternative betydninger, se Livredning (flertydig). (Se også artikler, som begynder med Livredning)
Livredning er en dansk dokumentarfilm fra 1972 instrueret af Hans Kristensen.

## Handling
De mest almindelige regler for badning fra åben strand gennemgås, og bjergning, frigørelsesgreb og kunstigt åndedræt demonstreres.
```
 Ligeledes redningsudstyr, som forefindes ved de fleste badestrande.
[
1
]
```